# Hefaistión
Hefaistión (Ἡφαιστίων; asi 356 př. n. l. – 324 př. n. l.), syn Amyntora, byl starověký makedonský šlechtic a generál v armádě Alexandra Velikého. Byl „zdaleka nejmilejší ze všech králových přátel; byl vychován s Alexandrem a sdílel všechna jeho tajemství.“ Tento vztah trval po celý jejich život, a byl srovnáván druhými lidmi i jimi samými se vztahem Achilla a Patrokla.
Hefaistión udělal skvělou vojenskou kariéru. Byl členem Alexandrovy osobní stráže, pak velel jízdní gardě a byl během Alexandrovy desetileté kampaně v Asii pověřen mnoha dalšími úkoly včetně diplomatických misí, přemostění velkých řek, obléhání a zakládání nových osad. Kromě toho, že byl vojákem, inženýrem a diplomatem, si dopisoval s filosofy Aristotelem a Xenokratem a aktivně podporoval Alexandra v jeho pokusech o integraci Řeků a Peršanů. Alexandr ho formálně učinil druhým nejmocnějším mužem říše, když ho jmenoval chiliarchou. Navíc ho přijal do královské rodiny, když mu dal za ženu Drypetis, sestru své vlastní druhé manželky Stateiry; obě ženy byly dcerami perského vládce Dareia III. Když Hefaistión náhle zemřel v Ekbataně ve věku třicet dva let, byl Alexandr nesmírně zarmoucen. Požádal orákulum v Síwě, aby udělilo Hefaistiónovi status božstva, a tak Hefaistióna uctívali jako Božského hrdinu. Hefaistión byl zpopelněn a jeho popel přenesen do Babylóna.  V době své vlastní smrti, o pouhých osm měsíců později, Alexandr stále plánoval monumenty na uctění Hefaistiónovy památky.